# 藤井光 (プロ雀士)
藤井 光（ふじい ひかる、1993年2月2日 - ）はRMU所属のプロ麻雀士。神奈川県厚木市生まれ。

## 経歴
- 2009年：16才のとき友人に誘われて麻雀を覚え、ニコニコ動画の配信をはじめる。ニコニコ動画配信の中でRMUの雀士から勧誘された事がプロ雀士の道へ進むきっかけとなった。
- 2015年12月23日：第6回チャンピオンロード日本オープンシリーズ優勝[1]。
- 2016年4月11日 - 12日：麻雀マスターズ2016 in シドニーに招待枠で出場。
- 2019年度にはアスリートコース所属ながら平均着順2.21となり、RMUアワード最優秀順位率を獲得[2]。
- 2021年：B級ライセンス取得
- 2021年：GPC神奈川リーグ2021第9節優勝[3]
- 2022年1月31日：第7回RMU祭り（ドラフト祭り）に阿部孝則選抜チームで参戦し個人優勝[4]。
- 2022年：GPC神奈川リーグ2022第5節優勝[5]
- 2023年：GPC神奈川リーグ2023 第4節優勝[6]
- 2023年12月17日：RMU令昭位戦A2リーグにて、僅か0.1ポイント差の接戦を制し優勝[7]、A1リーグに昇級。
- 2024年1月27日：第12回RMU祭り（運営祭り）にyoutube運営チームで参戦しチーム優勝・個人優勝。[8]
- 2024年：GPC神奈川リーグ2024 第6節優勝[9]